# Булавиновка
Булавиновка (укр. Булавинівка) — село, относится к Старобельскому району Луганской области Украины.
Население по переписи 2001 года составляло 856 человек. Почтовый индекс — 92355. Телефонный код — 6463. Занимает площадь 6,25 км². Код КОАТУУ — 4423385902.

## Местный совет
92354, Луганська обл., Новопсковський р-н, с. Піски, вул. Леніна, 13  (укр.)

## Известные люди
- Бондарь, Александр Афанасьевич — Герой Советского Союза.